# Mary Katherine Goddard
Mary Katherine Goddard (16 de junio de 1738 - 12 de agosto de 1816) fue una de las primeras editoras estadounidenses y la directora de correos de la Oficina de Correos de Baltimore de 1775 a 1789. Fue la segunda impresora en imprimir la Declaración de Independencia de los Estados Unidos. Su copia, el Goddard Broadside, fue encargada por el Congreso en 1777, y fue la primera en incluir los nombres de los signatarios.
En 1998, Goddard fue incluida póstumamente en el Salón de la Fama de mujeres de Maryland.

## Carrera de impresora
La familia Goddard —su madre Sarah Updike Goddard junto con su hijos William Goddard y Mary K. Goddard— había creado una imprenta y fueron los primeros en publicar un periódico en Providence, Rhode Island, llamado Providence Gazette. Sin embargo, William dejó Rhode Island para editar un nuevo periódico en Filadelfia. William también había sido el editor e impresor de una publicación revolucionaria, el Maryland Journal. Mary Katherine Goddard tomó el control del periódico en 1774 mientras su hermano viajaba para promocionar su Puesto Constitucional; continuó publicándolo a lo largo de la Guerra de Independencia de los Estados Unidos hasta 1784, cuando su hermano la obligó a renunciar al periódico en medio de una enconada disputa.
En 1775, Mary Katherine Goddard se convirtió en jefe de correos de la oficina de Baltimore. También administró una librería y publicó un almanaque en oficinas ubicadas alrededor de 250 Market Street. Cuando el 18 de enero de 1777, el Segundo Congreso Continental propuso que se distribuyera la Declaración de Independencia, Goddard fue una de las primeras en ofrecer el uso de su prensa. Esto a pesar de los riesgos de estar asociada con lo que los británicos consideraban un documento de traición. Su copia, Goddard Broadside, fue la segunda impresa, y la primera en contener los nombres tipográficos de los signatarios, incluido John Hancock.

## Directora de correos
Goddard fue una exitosa directora de correos durante 14 años, desde 1775 hasta 1789. En 1789, sin embargo, fue destituida del puesto por el director de Correos Samuel Osgood a pesar de las protestas generales de la comunidad de Baltimore. Osgood afirmó que el puesto requería «más viajes ... que una mujer podía emprender» y nombró a un aliado político suyo para reemplazarla. Goddard generalmente no participaba en controversias públicas, prefiriendo mantener la objetividad editorial; por lo tanto, pocos artículos contienen sus opiniones personales, y su defensa no se montó públicamente. El 12 de noviembre de 1789, más de 230 ciudadanos de Baltimore, incluidos más de 200 hombres de negocios importantes, presentaron una petición exigiendo su reincorporación. Sin embargo, no tuvo éxito.

## Vida posterior
Goddard permaneció en Baltimore después de su despido como directora de correos. Siguió dirigiendo, hasta 1809 o 1810, una librería que anteriormente había sido un complemento de su negocio de impresión, donde vendía libros, artículos de papelería y productos secos. Soltera hasta el fin, Goddard murió el 12 de agosto de 1816, querida por su comunidad.  En su testamento dejó todas sus posesiones a su esclava Belinda Starling, de quien hizo una liberta.  Fue enterrada en el cementerio de la Parroquia de San Pablo.